# Municipio de Gregory (Minnesota)
El municipio de Gregory (en inglés: Gregory Township) es un municipio ubicado en el condado de Mahnomen en el estado estadounidense de Minnesota. En el año 2010 tenía una población de 74 habitantes y una densidad poblacional de 0,79 personas por km².

## Geografía
El municipio de Gregory se encuentra ubicado en las coordenadas 47°27′45″N 95°51′29″O / 47.46250, -95.85806. Según la Oficina del Censo de los Estados Unidos, el municipio tiene una superficie total de 93.71 km², de la cual 91,06 km² corresponden a tierra firme y (2,84 %) 2,66 km² es agua.

## Demografía
Según el censo de 2010, había 74 personas residiendo en el municipio de Gregory. La densidad de población era de 0,79 hab./km². De los 74 habitantes, el municipio de Gregory estaba compuesto por el 81,08 % blancos, el 1,35 % eran afroamericanos, el 8,11 % eran amerindios y el 9,46 % eran de una mezcla de razas. Del total de la población el 0 % eran hispanos o latinos de cualquier raza.